# Alexander Karim

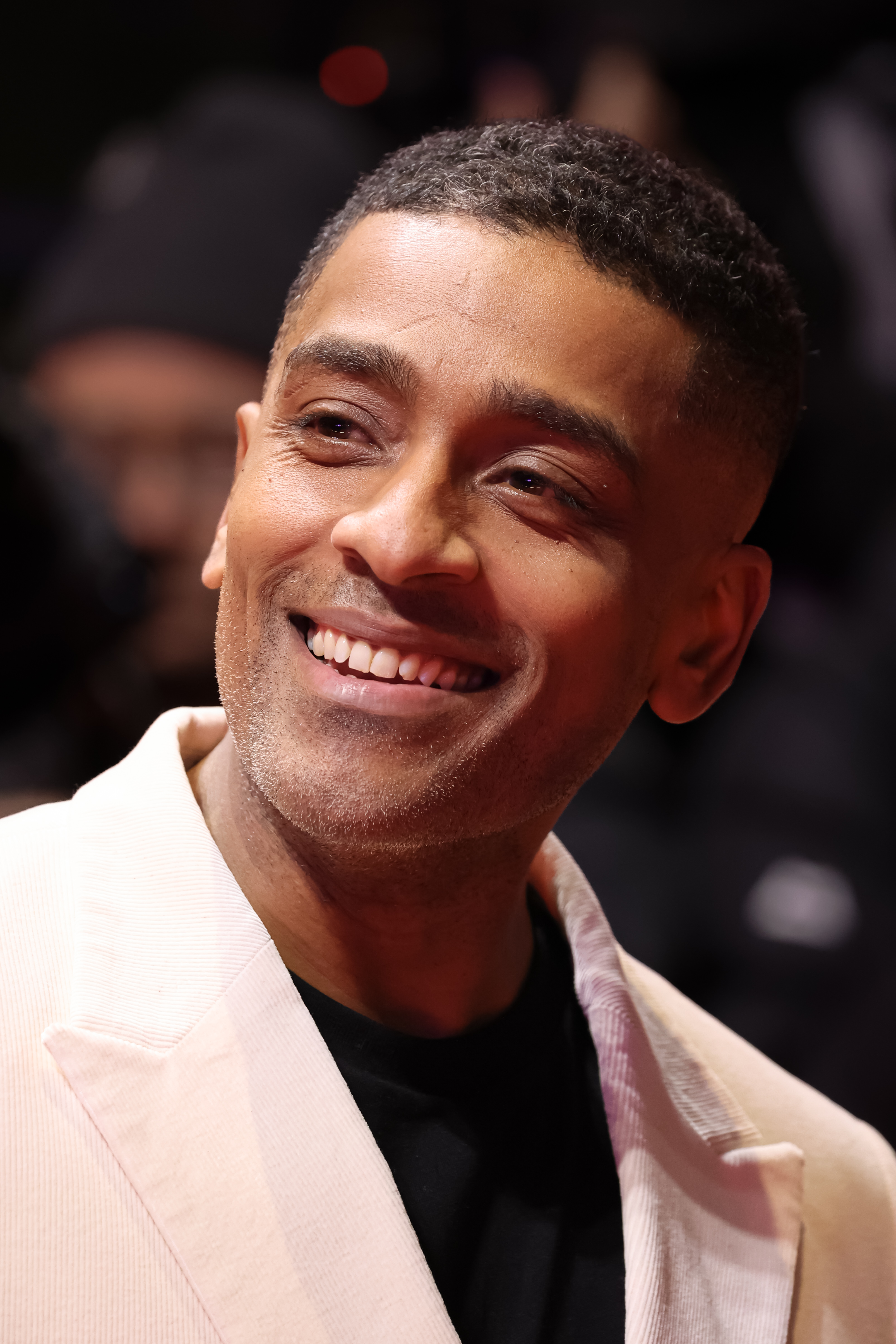
Alexander Karim bei der Vorstellung der Fernsehserie Der Schwarm im Februar 2023 bei der Berlinale

Alexander Karim (* 26. Mai 1976 in Uppsala) ist ein schwedischer Filmschauspieler.

## Leben
Alexander Karim wurde 1976 in Uppsala geboren. Nach Auftritten in Filmen wie Om Gud vill oder Meine Braut, meine besten Freunde und ich war er in sieben Folgen der Fernsehserie Real Humans – Echte Menschen zu sehen. Von 2014 bis 2016 spielte er in 30 Folgen in der Fernsehserie Tyrant den Ihab Rashid. In der Fernsehserie Thin Ice übernahm Karim ab 2020 die Rolle des Viktor. In Der Schwarm ist er in der Rolle des Meeresbiologen Dr. Sigur Johanson zu sehen.

## Filmografie
- 2001: Fyra kvinnor
- 2003: Capricciosa
- 2005: Om Sara
- 2006: Om Gud vill
- 2006: Tatort: Mann über Bord
- 2006: Du & jag
- 2009: Meine Braut, meine besten Freunde und ich (Äntligen midsommar!)
- 2012: GSI – Spezialeinheit Göteborg (6 Folgen)
- 2013: Passagerare
- 2013–2014: Real Humans – Echte Menschen (Äkta människor, Fernsehserie, 7 Folgen)
- 2014: Lev stærkt
- 2014: Söder om Folkungagatan (Fernsehserie, 4 Folgen)
- 2014: Dying of the Light – Jede Minute zählt (Dying of the Light)
- 2014–2016: Tyrant (Fernsehserie, 30 Folgen)
- 2015: Master Plan – Der perfekte Coup (Jönssonligan – Den perfekta stöten)
- 2019–2020: Eine Hochzeit mit Folgen (Bröllop, begravning och dop, Fernsehserie, 5 Folgen)
- 2020: Thin Ice (Tunn Is, Fernsehserie, 8 Folgen)
- 2021: Glaciär
- 2021: The Box (Fernsehserie, 7 Folgen)
- 2021–2023: Das Rad der Zeit (The Wheel of Time, Fernsehserie)
- 2022: The Woman Under the Bed
- seit 2023: Der Schwarm (Fernsehserie, 8 Folgen)
- 2024: Die junge Frau und das Meer (Young Woman and the Sea)
- 2024: Gladiator II

## Auszeichnungen
Kristallen
- 2018: Nominierung als Bester Schauspieler (Advokaten)[2]